# مارت سولتس
مارت سولتس (استونیایی: Märt Sults؛ زادهٔ ۲۴ مارس ۱۹۶۱)  سیاستمدار و نماینده سابق مجلس اهل استونی است.